# Nausori Highlands
Nausori Highlands är en bergskedja i Fiji.   Den ligger i divisionen Västra divisionen, i den nordvästra delen av landet, 100 km väster om huvudstaden Suva. Nausori Highlands ligger på ön Viti Levu.